# Louise Fletcher
Estelle Louise Fletcher (n. 22 iulie 1934, Birmingham, Alabama, SUA – d. 23 septembrie 2022, Montdurausse, Occitanie, Franța) a fost o actriță americană de film și televiziune, laureată a Premiului Oscar.

## Filmografie

### Film
| An   | Titlu                           | Rol                              | Note |
| ---- | ------------------------------- | -------------------------------- | --- |
| 1963 | A Gathering of Eagles           | Mrs. Kemler                      | necreditată |
| 1974 | Thieves Like Us                 | Mattie                           | |
| 1975 | One Flew Over the Cuckoo's Nest | Nurse Ratched                    | Academy Award for Best Actress BAFTA Award for Best Actress in a Leading Role Golden Globe Award for Best Actress – Motion Picture Drama Nominalizată —New York Film Critics Circle Award for Best Supporting Actress |
| 1975 | Russian Roulette                | Midge                            | |
| 1977 | Exorcist II: The Heretic        | Dr. Gene Tuskin                  | |
| 1978 | Detectivul ieftin               | Marlene DuChard (Ingrid Bergman) | |
| 1979 | Natural Enemies                 | Miriam Steward                   | |
| 1979 | The Magician of Lublin          | Emilia                           | |
| 1979 | The Lady in Red                 | Anna Sage                        | |
| 1980 | Mama Dracula                    | Mama Dracula                     | |
| 1980 | The Lucky Star                  | Loes Bakker                      | |
| 1981 | Strange Behavior                | Barbara Moorehead                | |
| 1983 | Brainstorm                      | Dr. Lillian Reynolds             | Saturn Award for Best Actress |
| 1983 | Strange Invaders                | Mrs. Benjamin                    | |
| 1983 | Overnight Sensation             | Eve Peregrine – 'E. K. Hamilton' | |
| 1984 | Firestarter                     | Norma Manders                    | |
| 1984 | Talk to Me                      | Richard's mother                 | |
| 1986 | Nobody's Fool                   | Pearl                            | |
| 1986 | The Boy Who Could Fly           | Psychiatrist                     | |
| 1986 | Invaders from Mars              | Mrs. McKeltch                    | Nominalizată —Golden Raspberry Award for Worst Supporting Actress |
| 1987 | Flowers in the Attic            | Grandmother – Olivia Foxworth    | Nominalizată —Saturn Award for Best Supporting Actress |
| 1987 | Grizzly II: The Predator        | Park Supervisor                  | |
| 1988 | Two Moon Junction               | Belle Delongpre                  | |
| 1989 | Best of the Best                | Mrs. Grady                       | |
| 1989 | The Karen Carpenter Story       | Agnes Carpenter                  | |
| 1990 | Blue Steel                      | Shirley Turner                   | |
| 1990 | Shadowzone                      | Dr. Erhardt                      | |
| 1991 | In A Child's Name               | Jean Taylor                      | |
| 1994 | Giorgino                        | Innkeeper                        | |
| 1994 | Tryst                           | Maggie                           | |
| 1994 | Tollbooth                       | Lillian                          | |
| 1994 | Someone Else's Child            | Faye                             | |
| 1995 | Return to Two Moon Junction     | Belle Delongpre                  | |
| 1995 | Virtuosity                      | Elizabeth Deane                  | |
| 1996 | The Stepford Husbands           | Miriam Benton                    | |
| 1996 | Edie & Pen                      | Judge                            | |
| 1996 | Mulholland Falls                | Esther                           | necreditată |
| 1996 | Frankenstein and Me             | Mrs. Perdue                      | |
| 1996 | High School High                | Principal Evelyn Doyle           | |
| 1996 | 2 Days in the Valley            | Evelyn                           | |
| 1997 | Breast Men                      | Mrs. Saunders                    | Film TV Nominalizată —Satellite Award for Best Supporting Actress – Series, Miniseries or Television Film |
| 1997 | The Girl Gets Moe               | Gloria                           | |
| 1997 | Gone Fishin'                    | Restaurant Owner                 | necreditată |
| 1998 | Love Kills                      | Alena Heiss                      | |
| 1999 | A Map of the World              | Nellie Goodwin                   | |
| 1999 | Cruel Intentions                | Helen Rosemond                   | |
| 1999 | The Contract                    | Grandma Collins                  | |
| 2000 | More Dogs Than Bones            | Iva Doll                         | |
| 2000 | Very Mean Men                   | Katherine Mulroney               | |
| 2000 | Big Eden                        | Grace Cornwell                   | |
| 2000 | Silver Man                      | Val                              | |
| 2001 | After Image                     | Aunt Cora                        | |
| 2001 | Touched by a Killer             | Judge Erica Robertson            | |
| 2001 | Dial 9 for Love                 | Abbie                            | |
| 2002 | Manna from Heaven               | Mother Superior                  | |
| 2003 | Finding Home                    | Esther                           | |
| 2004 | Clipping Adam                   | Grammy                           | |
| 2005 | Aurora Borealis                 | Ruth Shorter                     | |
| 2005 | Dancing in Twilight             | Evelyn                           | |
| 2006 | Fat Rose and Squeaky            | Bonnie                           | |
| 2006 | Me and Luke                     | Grandmother Glennie              | |
| 2007 | A Dennis the Menace Christmas   | Martha Wilson                    | |
| 2007 | The Last Sin Eater              | Miz Elda                         | |

### Televiziune
| An        | Titlu                             | Rol                       | Note |
| --------- | --------------------------------- | ------------------------- | --- |
| 1961      | The Life and Legend of Wyatt Earp | Aithra McLowery           | Episodul: "The Law Must Be Fair"                                                                          |
| 1990      | In the Heat of the Night          | Catherine Tyler           | Episodul: "December Days"                                                                                 |
| 1991      | Tales from the Crypt              | Agent                     | Episodul: "Top Billing"                                                                                   |
| 1993–1999 | Star Trek: Deep Space Nine        | Winn Adami                | 14 episoade                                                                                               |
| 1995–1997 | VR.5                              | Mrs. Nora Bloom           | 6 episoade                                                                                                |
| 1996      | Picket Fences                     | Christine Bey             | 2 episoade Nominalizare—Primetime Emmy Award for Outstanding Guest Actress in a Drama Series              |
| 1998      | The Practice                      | Judge N. Swanson          | Episodul: "Rhyme and Reason"                                                                              |
| 2004      | Joan of Arcadia                   | Eva Garrison              | Episodul: "Do the Math" Nominalizare—Primetime Emmy Award for Outstanding Guest Actress in a Drama Series |
| 2005      | 7th Heaven                        | Mrs. Wagner               | Episode: "Honor Thy Mother"                                                                               |
| 2005      | ER                                | Roberta 'Birdie' Chadwick | 3 episoade                                                                                                |
| 2009      | Heroes                            | Doctor Coolidge           | 2 episoade                                                                                                |
| 2010–2011 | Private Practice                  | Frances Wilder            | 2 episoade                                                                                                |
| 2011      | Bones                             | Allison                   | Episodul: "The Change in the Game"                                                                        |
| 2011–2012 | Shameless                         | Peggy Gallagher           | 4 episoade                                                                                                |